# Gregory Colbert
Pour les articles homonymes, voir Colbert.
Gregory Colbert, né à Toronto en 1960, est un metteur en scène et photographe. Son œuvre la plus connue, Ashes and Snow est une exposition de photographies artistiques et de films qui voyagent autour du monde dans un musée nomade, le  Nomadic Museum.

## Carrière
Colbert a entamé sa carrière à Paris en 1983 où il a commencé à tourner des documentaires sur des questions sociales. Son documentaire On the Brink-An AIDS chronicle, filmé dans 9 pays, a été nommé pour le prix ACE en 1985 dans la catégorie meilleur documentaire. D’autres projets incluaient Last Words et Finding a Way Home. De la réalisation de films il est passé à la photographie artistique.

### Exposition Timewaves
La première exposition de Gregory Colbert Timewaves eut lieu en 1992 au Musée de l’Élysée en Suisse où elle fut saluée par la critique.

### Voyages
Pendant les dix années qui ont suivi, Colbert n’a pas montré de films ni exposé de photos. Au lieu de cela, il a voyagé en Inde, en Birmanie, au Sri Lanka, en Égypte, en République dominicaine, en Éthiopie, au Kenya, aux îles Tonga, en Namibie ou en Antarctique afin de filmer et de photographier d'extraordinaires interactions  entre les hommes et les animaux. Depuis 1992, il a mis sur pied plus de 60 expéditions semblables et a collaboré avec plus de 130 espèces. Parmi les animaux photographiés figurent les éléphants, les cachalots, les lamantins, les ibis sacrés, les grues Antigone, les aigles royaux, les gerfauts, les calaos rhinocéros, les guépards, les léopards, les chiens sauvages africains, les caracals les babouins, les élands, les mangoustes, les gibbons, les orangs-outans et les crocodiles d’eau salée. Parmi les sujets humains figurent les moines birmans, les danseurs qui entrent en transe, le peuple San ainsi que d'autres tribus indigènes autour du monde.

### Exposition Ashes and Snow
En 2002, Colbert présenta le résultat de son travail photographique, Ashes and Snow, à Venise, Italie. Le 9 avril 2002, un critique du Globe and Mail déclarait « Colbert a dévoilé Ashes and Snow, une exposition d’images et de photographies sans précédent dans son échelle et sa portée. Couvrant 12 600 mètres carrés, c’est la plus grande exposition en solo dans l’histoire de l’art en Europe. »
Au printemps 2005, l’exposition ouvrit à New York dans le cadre spectaculaire du Nomadic Museum, une structure temporaire construite pour abriter l’accrochage des œuvres. Ashes and Snow et le Nomadic Museum ont ensuite voyagé à Santa Monica en 2006, à Tokyo en 2007 et à Mexico en 2008. À ce jour, Ashes and Snow a été vue par plus de 10 millions de personnes, devenant ainsi l'exposition d'un artiste vivant la plus visitée de l'histoire de l'art.

## Prix et récompenses
- Best Curator of the Year, Lucie Award, 2006
- Prix spécial du jury de la Mostra de Venise pour Ashes and Snow, 2007.

- Ambassadeur honoraire du tourisme et de la culture de Mexico.

## Citations
- « Quand je me suis lancé dans Ashes and Snow en 1992, je voulais explorer les relations entre les hommes et les bêtes de l’intérieur vers l’extérieur. En découvrant un langage partagé et des sensibilités poétiques communes à toutes les espèces animales, je travaille à restaurer le lien qui existait quand l’homme vivait en harmonie avec les animaux. »
- « Toutes les cultures, des Égyptiens aux Mayas en passant par les Indiens d’Amérique et les Bédouins ont créé des bestiaires qui leur permettaient d’exprimer leur rapport à la nature. Ashes and Snow est un bestiaire du XXIe siècle, composé d’animaux du monde entier. L’orchestre de la nature ne compte pas que l’Homo sapiens mais l’éléphant, la baleine, le lamantin, l’aigle, le guépard, l’orang-outan, et bien d’autres. »